# Mlingoti Mashariki
Mlingoti Mashariki ist ein Verwaltungsbezirk (Ward) des Distrikts Tunduru in der tansanischen Region Ruvuma.

## Geografie
Mlingoti Mashariki liegt im Süden von Tansania. Es ist ein Stadtteil der Distrikthauptstadt Tunduru. Der Bezirk grenzt im Norden an Masonya, im Osten an Mchangani, im Südwesten an Majengo und im Westen an Nakayaya. Bei der Volkszählung 2022 lebten 6153 Menschen in 1848 Haushalten auf einer Fläche von 1,3 Quadratkilometern.

## Gliederung
Der Bezirk besteht aus vier Gemeinden (Mtaa) mit 14 Orten (Kitongoji):
| Extended - Msufini - Extended A - Extended B - Extended C | Lambai - Lambai A - Lambai B - Lambai C | Ujenzi - Ujenzi A - Ujenzi B - Ujenzi C - Ujenzi D | Kalonga - Kalonga - Mabatini - Machinjioni |

## Wirtschaft und Infrastruktur
- Gesundheit: Im Bezirk liegt eine private Apotheke.[8]